# Diva (La Rappresentante di Lista)
Diva è un singolo del gruppo musicale italiano La Rappresentante di Lista, pubblicato il 17 giugno 2022 come terzo estratto dalla riedizione del quarto album in studio My Mamma.

## Descrizione
Il brano è un omaggio all'autocelebrazione, nonché un invito del duo a fregarsene del giudizio della gente, motivando l'ascoltatore a sentirsi libero e accettarsi per ciò che è, rispettando al contempo la diversità degli altri.
Nello stesso anno è stato incluso nella lista tracce dell'EP Ciao ciao, uscito a dicembre.

## Video musicale
Il video, reso disponibile nello stesso giorno, è stato diretto da Simone Rovellini e girato presso Piazza Pretoria a Palermo.

## Tracce
Testi di Veronica Lucchesi e Dario Mangiaracina, musiche di Veronica Lucchesi, Dario Mangiaracina, Roberto Calabrese, Roberto Cammarata, Carmelo Drago e Simone Privitera.
1. Diva – 3:31